# Ultracargo
Ultracargo, empresa pertencente ao Grupo Ultra, é a maior empresa brasileira de armazenagem de granéis líquidos, operando principalmente com estocagem de produtos químicos, petroquímicos, biocombustíveis e óleo vegetal.
Possui instalações nos portos de Santos (SP), Rio de Janeiro(RJ),  Aratu (BA), Itaqui (MA), Suape (PE) e Vila do Conde (PA)

## História
O embrião da Ultracargo foi a fundação em 1966 da Transultra, que atuava com transporte rodoviário e armazenamento de produtos químicos. No ano de 1978 foi fundado o Tequimar, (Terminal Químico de Aratu S/A), no porto de mesmo nome, na Bahia. As atividades de Transultra e Tequimar foram posteriormente unidas em uma só operação de logística para graneis líquidos, dando origem à Ultracargo.
No ano de 1986 teve início a construção da segunda unidade mais antiga da Ultracargo, no Terminal de Suape (PE), numa área de 45 mil metros quadrados. Em 1999 tiveram início as operações do Terminal de Paulínia.
Em Julho de 2005, a Ultracargo inaugurou o terminal intermodal de Santos, sua segunda instalação portuária a integrar os modais de transporte rodoviário, ferroviário e marítimo, com capacidade de armazenamento de 33,5 mil m³ para produtos químicos, 40 mil m³ para álcool e 38 mil m³ para óleos vegetais.
No ano de 2008, a Ultrapar através da Ultracargo, anunciou a compra da União Terminais, antes controlada  pela Unipar. A combinação de suas operações anteriores com as da União Terminais dobrou o tamanho da Ultracargo em termos de EBITDA, tornando-a a maior empresa de armazenagem para granéis líquidos do Brasil e reforçando sua escala de operação. Com esta aquisição, a Ultracargo aumentou sua presença no porto de Santos, principal porto do país, e passou a estar estrategicamente posicionada nos portos do Rio de Janeiro e de Paranaguá, onde não possuía operações.
Em Dezembro de 2009, o Grupo Ultra, por meio da Ultracargo, adquiriu terminal para armazenagem para graneis líquidos com capacidade de 83 mil m³ localizado no porto de Suape, Pernambuco. Esta aquisição fortaleceu a posição da Ultracargo na região do porto de Suape, reforçando sua escala de operação e representando mais um passo na implementação da estratégia da Ultracargo para fortalecer sua posição como relevante provedora de armazenagem para granéis líquidos no Brasil.
Em Março de 2010, o Ultra vendeu seus negócios de logística interna, armazenamento de sólidos e transporte rodoviário da Ultracargo para a Aqces. Esta transação permitiu à Ultracargo concentrar-se exclusivamente no negócio de armazenamento para graneis líquidos, segmento em que ocupa posição de liderança (Uol Notícias).
Em Setembro de 2011, a expansão do terminal de Suape  (O Globo ) da Ultracargo entrou em operação, aumentando a capacidade de armazenagem em 26 mil m³. Este projeto foi parte do plano de expansão da Ultracargo iniciado em 2010.
Em Julho de 2012, a Ultracargo adquiriu do Noble Group Limited. um terminal no porto de Itaqui, aumentando em 55 mil metros cúbicos a capacidade da Ultracargo.  O porto de Itaqui está situado em um local estratégico
 por possuir uma logística eficiente, incluindo acesso a ferrovias, que é responsável pelo abastecimento de combustíveis para os estados de Maranhão, Piauí e Tocantins, onde o consumo de combustível tem crescido acima da média nacional. Essa aquisição marcou a entrada da Ultracargo nesse importante mercado e aumentou sua escala operacional. A Ultracargo passou a ser a única operadora em seu segmento com presença em todos os principais portos para a movimentação de graneis líquidos no Brasil.
A Ultracargo iniciou em 2010 um projeto de expansão de sua capacidade de armazenamento. Desde então, concluiu expansões em Santos e Aratu.
Em abril de 2015, um incêndio atingiu seis tanques contendo gasolina e etanol em uma extremidade do terminal operado pela Ultracargo em Santos. As operações de combate às chamas se estenderam por oito dias. Não houve vítimas.
Em 2021, a empresa começou a operar um novo terminal no Porto de Vila do Conde, em Barcarena, no Pará. 

## Regiões e Portos de atuação
- Regiões Norte, Nordeste, Sul e Sudeste do Brasil.
- Porto de Santos (SP).
- Porto de Suape (PE).
- Porto do Rio de Janeiro (RJ).
- Porto de Paranaguá (PR).
- Porto de Itaqui (MA).
- Porto de Aratu (Camaçari, BA)
- Paulínia (SP) - Terminal líquido.